# 索形双带蛤
索形双带蛤（学名：Semele cordiformis），是帘蛤目唱片蛤科唱片蛤属的一种。主要分布于越南、印度尼西亚、中国大陆，常栖息在潮间带。